# Coeloides bostrichorum
Coeloides bostrichorum är en stekelart som beskrevs av Giraud 1872. Coeloides bostrichorum ingår i släktet Coeloides och familjen bracksteklar. Arten är reproducerande i Sverige. Inga underarter finns listade i Catalogue of Life.